# Julien Bahain
Julien Bahain, född den 20 april 1986 i Angers i Frankrike, är en fransk och sedan 2015 kanadensisk roddare.
Han tog OS-brons i scullerfyra i samband med de olympiska roddtävlingarna 2008 i Peking.